# トレント (重巡洋艦)
|                |                     |
| 初期のトレント |                     |
| 艦歴           |                     |
| 発注:          |                     |
| 起工:          | 1925年2月8日        |
| 進水:          | 1927年10月4日       |
| 就役:          | 1929年4月3日        |
| 退役:          |                     |
| その後:        | 1942年6月15日に戦没 |
| 除籍:          |                     |
| 性能諸元       |                     |
| 排水量:        | 基準 13,110トン     |
| 全長:          | 196.6 m             |
| 全幅:          | 20.6 m              |
| 吃水:          | 6.7 m               |
| 機関:          |                     |
| 最大速:        | 35ノット (63 km/h)  |
| 兵員:          | 723名               |
| 兵装:          |                     |

トレント (Incrociatore pesante Trento) は、イタリア王立海軍 (Regia Marina) が戦間期に建造し、第二次世界大戦で運用した巡洋艦。
トレント級重巡洋艦のネームシップ。
姉妹艦はトリエステ (Incrociatore pesante Trieste) 。

## 艦歴

### 戦間期
オルランド造船所で建造。1925年（大正14年）2月8日、起工。1927年（大正15年）10月4日、進水。1929年（昭和4年）4月3日、竣工。
竣工後、南アメリカ大陸への航海をおこなった。ブラジルや、ウルグアイを訪問した。
1931年（昭和6年）、艦橋および前檣の改装工事をおこなう。
1932年（昭和7年）1月下旬、上海市で第一次上海事変が発生する。軍艦2隻（トレント、エスペロ）は居留民保護のため、カヴァニャーリ提督の指揮下で極東へ派遣された。2月中旬、イタリアを出発する。上海では、アメリカ合衆国アジア艦隊の重巡ヒューストン (USS Houston, CA-30) が、本艦と伊駆逐艦エスペロ (Espero) の写真を撮影している。
上海の状況が小康状態になった4月中旬、イタリア政府からヨーロッパに帰国するよう命じられた。その直前に、トレントは大日本帝国を訪問する。
4月26日、九州の長崎港に到着した。
4月29日、上海の魯迅公園で上海天長節爆弾事件が発生する。負傷した第三艦隊司令長官野村吉三郎中将や重光葵上海公使などを見舞うため、5月1日、予定を繰り上げ長崎を出航して上海にむかった。

### 第二次世界大戦
1939年（昭和14年）9月、第二次世界大戦が勃発する。1940年（昭和15年）6月10日、イタリア王国が枢軸陣営として参戦し、地中海戦線が形成された（地中海攻防戦）。本級2隻（トレント、トリエステ）と準同型艦ボルツァーノ (Incrociatore pesante Bolzano) は行動を共にし、第3戦隊 (III Divisione Incrociatori) を編制していた。同月、トレントはシチリア海峡への機雷敷設を支援する。7月、カラブリア沖海戦でイギリス地中海艦隊と交戦する。トレントはカッタネオ提督旗艦であった。10月12日、パッセロ岬沖海戦で沈没したイタリア駆逐艦アルティリエーレ (Artigliere) 救援のため第3戦隊（トレント、トリエステ、ボルツァーノ）が出動するが、イギリス艦隊と接敵しなかった。11月のタラント空襲で不発弾1発が命中。同月、スパルティヴェント岬沖海戦に参加。
1941年（昭和16年）2月、ジェノヴァ砲撃のために出撃してきたイギリス艦隊（H部隊）迎撃のために出撃したが、空振りに終わった。3月ナポリからトリポリへ向かう兵員輸送船団を支援。同月、ラスター作戦邀撃にともなうマタパン岬沖海戦に参加。この海戦でザラ級重巡洋艦3隻が沈没し、生き残った同級3番艦ゴリツィア (Incrociatore pesante Gorizia) が、本級と行動を共にするようになった。8月、ミンスミート作戦で出撃してきたイギリス艦隊（H部隊）の迎撃のため出撃する。9月、マルタ攻囲戦にともなう英領マルタへの補給作戦（ハルバード作戦）が行われ、その迎撃にトレントも出撃した。11月、トリポリへ向かう北アフリカ戦線むけ枢軸国補給船団の遠距離護衛に従事する。この枢軸船団を、イギリス海軍の軽快艦艇部隊（K部隊）が襲撃する。夜戦で輸送船7隻と駆逐艦1隻が沈没、さらにイギリス潜水艦アプホルダー (HMS Upholder, N99) の雷撃でイタリア駆逐艦リベッチオ (Libeccio) が沈没した（デュースブルク船団の戦い）。
11月21日、姉妹艦トリエステが英潜水艦アトモスト (HMS Utmost) の雷撃で大破、戦線を離脱した。12月、第1次シルテ湾海戦に参加。
1942年（昭和17年）1月、M43作戦に参加、北アフリカへ向かう補給船団の支援に従事する。2月、イギリスはマルタへの補給作戦を実施、その迎撃にトレントも出撃したが成果はなかった。同月トリポリ行きの船団の遠距離護衛に従事。3月、第2次シルテ湾海戦に参加。
同年6月、イギリス軍は東西からマルタへ補給船団を向かわせた。西側はハープーン作戦、東側はヴィガラス作戦と称した。6月14日午後、イオニア海南部で敵船団を捕捉すべく、タラントより戦艦「リットリオ」、「ヴィットリオ・ヴェネト」、重巡洋艦「トレント」、「ゴリツィア」などが出撃した。15日朝、マルタより発進したイギリス空軍沿岸軍団第217飛行隊のブリストル ボーフォート9機がイタリア艦隊を攻撃。この攻撃で「トレント」は前部ボイラーの場所に被雷した。航行不能となり炎上する「トレント」には駆逐艦「Pigafetta」と「Saetta」がつけられた。ボーフォートによる攻撃が行われているころ、イギリス潜水艦もイタリア艦隊を発見。「トレント」から立ち上る煙はイギリス潜水艦を呼び寄せた。最初の被雷からおよそ4時間後、「P35」が距離4000ヤードで「トレント」に対して魚雷2本を発射。1本が2番砲塔付近に命中し、弾薬庫の誘爆により「トレント」は爆沈した。406名が死亡し、581名が「Pigafetta」と「Saetta」によって救助された。または、出撃時には1151名が乗っており、駆逐艦によって602名が救助された。
1946年10月18日、除籍。